# Bắc Trung Bộ

Localizzazione del Bắc Trung Bộ in Vietnam

Il Bắc Trung Bộ (tradotto come "Costa Centro-Settentrionale") è una regione del Vietnam, con sei province nella metà settentrionale della stretta striscia centrale del paese. Tutte le province di questa regione sono strisce di terra dalla costa an est fino al confine laotiano a ovest. La regione comprende anche la municipalità indipendente di Huế.

## Province
Di questa regione fanno parte le province di:
- Thanh Hóa
- Nghệ An
- Hà Tĩnh
- Quảng Bình
- Quảng Trị